# SIAB
Salonul Internațional Auto de la București (SIAB) este o expoziție automobilistică organizată o dată la doi ani în România. Până în anul 2003, evenimentul s-a numit Salonul Auto București.
SIAB se desfășoară într-un interval de zece zile.
Salonul Internațional Auto București (SIAB) nu trebuie confundat cu Salonul Auto București & Accesorii (SAB&A), deoarece sunt două evenimente separate, fiecare cu organizatori proprii, ambele având ca temă industria auto.

## Ediții

### 1995

#### Prezentări
- Dacia Nova (lansare în premieră)[4]

### 2001
În anul 2001, în cele zece zile de desfășurare a evenimentului au fost mai bine de 20.000 de vizitatori în fiecare zi.

### 2003
În anul 2003 au participat 125 de expozanți pe o suprafață de 38.000 metri pătrați.

### 2007
În anul 2007, SIAB s-a desfășurat pe o suprafață de 50.000 mp, în cadrul Romaero Băneasa,
și a avut 250.000 de vizitatori, la fel ca în 2005.
În 2007, vânzarile de bilete s-au ridicat la peste 1,25 de milioane de euro, iar din închirierea standurilor expozanților s-au încasat 3,5 milioane de euro.
Costul mediu de închiriere a unui stand în cadrul SIAB 2007 a fost cuprins între 50 și 90 de euro pe metrul pătrat, în timp ce costul necesar construcției standului au fost de 445 de euro pe metru pătrat.

### 2009 și 2011
Edițiile SIAB din 2009 și 2011 au fost anulate.

### 2018
După o pauză de 11 ani, la București a fost organizată o nouă ediție, inaugurată la 23 martie 2018, în spațiile expoziționale Romexpo, pavilioanele B1, B2 și B3.

### 2024
Ediția din 2024 va avea loc în perioada 1-6 octombrie.

#### Prezentări
Standul SUV Cars:
- DFSK Fengon 600
- DFSK E5
- BAIC BJ60
- SWM G03F Tiger